# Список депутатов Государственной думы Российской Федерации II созыва
В статье приводится состав Государственной думы Федерального собрания Российской Федерации второго созыва по результатам выборов 17 декабря 1995 года, а также итоговый список депутатов Государственной думы, который отличается от изначального ввиду досрочного прекращения полномочий некоторых депутатов (из-за смерти или в результате добровольного сложения полномочий), а также перехода из одной фракции в другую или выхода ряда депутатов из любых фракций. Освободившиеся мандаты депутатов, избранных по одномандатным округам, заполняются посредством дополнительных выборов в этих же округах, а депутатов, избранных по партийным спискам, — посредством их передачи другим кандидатам из того же списка.

## Персональный составГосударственной Думы России II созыва
Выбывшие депутаты выделены наклонным шрифтом.
| ФИО                                     | Дата начала полномочий | Блок (партия)           | Фракция (депутатская группа) | Округ |
| --------------------------------------- | ---------------------- | ----------------------- | ---------------------------- | ----- |
| Абдулатипов, Рамазан Гаджимурадович     | 17.12.1995             | Самовыдвижение          | Российские регионы           | 10    |
| Абельцев, Сергей Николаевич             | 17.12.1995             | ЛДПР                    | ЛДПР                         | фед.  |
| Абраменков, Дмитрий Николаевич          | 17.12.1995             | КПРФ                    | КПРФ                         | 168   |
| Авалиани, Теймураз Георгиевич           | 17.12.1995             | КПРФ                    | Народовластие                | 89    |
| Аверчев, Владимир Петрович              | 17.12.1995             | Яблоко                  | Яблоко                       | фед.  |
| Агафонов, Валентин Алексеевич           | 17.12.1995             | Самовыдвижение          | КПРФ                         | 32    |
| Азизов, Магомедфазил Загидинович        | 03.04.1998             | Самовыдвижение          | Вне фракций                  | 10    |
| Александров, Алексей Иванович           | 17.12.1995             | НДР                     | Российские регионы           | фед.  |
| Алтухов, Владимир Николаевич            | 17.12.1995             | Самовыдвижение          | НДР                          | 24    |
| Алтынбаев, Жакслык Куантаевич           | 17.12.1995             | НДР                     | НДР                          | фед.  |
| Алфёров, Жорес Иванович                 | 17.12.1995             | НДР                     | Народовластие                | фед.  |
| Альмяшкин, Василий Петрович             | 17.12.1995             | НДР                     | НДР                          | фед.  |
| Андреев, Алексей Петрович               | 17.12.1995             | НДР                     | НДР                          | фед.  |
| Аничкин, Иван Степанович                | 17.12.1995             | Самовыдвижение          | Народовластие                | 125   |
| Апарина, Алевтина Викторовна            | 17.12.1995             | КПРФ                    | КПРФ                         | 71    |
| Арбатов, Алексей Георгиевич             | 17.12.1995             | Яблоко                  | Яблоко                       | фед.  |
| Арефьев, Николай Васильевич             | 17.12.1995             | КПРФ                    | КПРФ                         | фед.  |
| Аринин, Александр Николаевич            | 17.12.1995             | Самовыдвижение          | Вне фракций                  | 5     |
| Аскерханов, Гамид Рашидович             | 17.12.1995             | НДР                     | НДР                          | фед.  |
| Астафьев, Николай Павлович              | 17.12.1995             | ЛДПР                    | ЛДПР                         | фед.  |
| Астраханкина, Татьяна Александровна     | 17.12.1995             | КПРФ                    | КПРФ                         | 173   |
| Аушев, Мухарбек Измаилович              | 17.12.1995             | Самовыдвижение          | Российские регионы           | 12    |
| Бабичев, Владимир Степанович            | 11.06.1998             | Самовыдвижение          | НДР                          | 223   |
| Бабичев, Игорь Викторович               | 17.12.1995             | Яблоко                  | Яблоко                       | фед.  |
| Бабурин, Сергей Николаевич              | 17.12.1995             | Власть — народу!        | Народовластие                | 130   |
| Багаутдинов, Габдулвахит Гильмутдинович | 17.12.1995             | НДР                     | НДР                          | 25    |
| Барыкин, Анатолий Петрович              | 09.10.1998             | КПРФ                    | КПРФ                         | фед.  |
| Башмачников, Владимир Фёдорович         | 17.12.1995             | НДР                     | НДР                          | фед.  |
| Баюнов, Владимир Александрович          | 17.12.1995             | КПРФ                    | АДГ                          | 172   |
| Безбородов, Николай Максимович          | 17.12.1995             | Самовыдвижение          | Народовластие                | 95    |
| Беклемищева, Ольга Алексеевна           | 17.12.1995             | Яблоко                  | Яблоко                       | 120   |
| Белов, Юрий Павлович                    | 17.12.1995             | КПРФ                    | КПРФ                         | 98    |
| Беляев, Сергей Георгиевич               | 17.12.1995             | НДР                     | Российские регионы           | фед.  |
| Бенов, Геннадий Матвеевич               | 17.12.1995             | КПРФ                    | КПРФ                         | фед.  |
| Бердникова, Нина Владимировна           | 17.12.1995             | КПРФ                    | КПРФ                         | фед.  |
| Бердов, Геннадий Ильич                  | 17.12.1995             | КПРФ                    | КПРФ                         | фед.  |
| Бигнов, Рамиль Имамагзамович            | 17.12.1995             | НДР                     | Российские регионы           | фед.  |
| Биндюков, Николай Гаврилович            | 17.12.1995             | КПРФ                    | КПРФ                         | фед.  |
| Богатов, Владимир Владимирович          | 17.12.1995             | ЛДПР                    | ЛДПР                         | фед.  |
| Богов, Хазби Махарбекович               | 02.06.1998             | Самовыдвижение          | Народовластие                | 21    |
| Бойко, Вячеслав Андреевич               | 17.12.1995             | КПРФ                    | КПРФ                         | фед.  |
| Большаков, Евгений Александрович        | 17.12.1995             | ЛДПР                    | Вне фракций                  | фед.  |
| Боос, Георгий Валентинович              | 17.12.1995             | Самовыдвижение          | НДР                          | 196   |
| Борисенко, Николай Иванович             | 17.12.1995             | КПРФ                    | КПРФ                         | 147   |
| Боровой, Константин Натанович           | 17.12.1995             | ПЭС                     | Вне фракций                  | 200   |
| Борщёв, Валерий Васильевич              | 17.12.1995             | Яблоко                  | Яблоко                       | 198   |
| Босхолов, Сергей Семёнович              | 17.12.1995             | НДР                     | НДР                          | 220   |
| Братищев, Игорь Михайлович              | 17.12.1995             | КПРФ                    | КПРФ                         | 142   |
| Брынцалов, Владимир Алексеевич          | 17.12.1995             | БИР                     | НДР                          | 111   |
| Бугера, Михаил Евгеньевич               | 17.12.1995             | НДР                     | Российские регионы           | фед.  |
| Будажапов, Сергей Пурбуевич             | 17.12.1995             | КПРФ                    | Народовластие                | фед.  |
| Бунич, Павел Григорьевич                | 17.12.1995             | Самовыдвижение          | НДР                          | 201   |
| Бурбулис, Геннадий Эдуардович           | 17.12.1995             | Самовыдвижение          | Вне фракций                  | 166   |
| Бурдуков, Павел Тимофеевич              | 17.12.1995             | АПР                     | АДГ                          | 85    |
| Бурлуцкий, Юрий Иванович                | 17.12.1995             | КПРФ                    | КПРФ                         | фед.  |
| Бурулько, Александр Петрович            | 01.12.1998             | КПРФ                    | КПРФ                         | 39    |
| Буткеев, Владимир Анатольевич           | 26.05.1997             | Самовыдвижение          | Российские регионы           | 103   |
| Бученков, Евгений Викторович            | 17.12.1995             | КПРФ                    | АДГ                          | 67    |
| Вакуленко, Михаил Юрьевич               | 17.12.1995             | ЛДПР                    | Вне фракций                  | фед.  |
| Варенников, Валентин Иванович           | 17.12.1995             | КПРФ                    | КПРФ                         | фед.  |
| Василевский, Иван Адамович              | 13.11.1998             | ЛДПР                    | ЛДПР                         | фед.  |
| Венгеровский, Александр Дмитриевич      | 17.12.1995             | ЛДПР                    | Вне фракций                  | фед.  |
| Вернигора, Владимир Сергеевич           | 17.12.1995             | АПР                     | АДГ                          | 37    |
| Весёлкин, Павел Михайлович              | 17.12.1995             | НДР                     | НДР                          | 117   |
| Вишняков, Виктор Григорьевич            | 17.12.1995             | ЛДПР                    | ЛДПР                         | фед.  |
| Власова, Анна Петровна                  | 17.12.1995             | Самовыдвижение          | АДГ                          | 216   |
| Волков, Владимир Николаевич             | 17.12.1995             | КПРФ                    | КПРФ                         | 133   |
| Волков, Геннадий Константинович         | 17.12.1995             | НДР                     | Вне фракций                  | фед.  |
| Волчек, Галина Борисовна                | 17.12.1995             | НДР                     | НДР                          | фед.  |
| Воробьёв, Эдуард Аркадьевич             | 17.12.1995             | ДВР-ОД                  | Вне фракций                  | 191   |
| Ворогушин, Виктор Анатольевич           | 17.12.1995             | Самовыдвижение          | КПРФ                         | 100   |
| Воронин, Юрий Михайлович                | 17.12.1995             | КПРФ                    | КПРФ                         | 112   |
| Воронцова, Зоя Ивановна                 | 17.12.1995             | КПРФ                    | Народовластие                | 35    |
| Воротников, Валерий Павлович            | 17.12.1995             | КПРФ                    | Вне фракций                  | фед.  |
| Габидуллин, Ринат Гиндуллович           | 17.12.1995             | КПРФ                    | КПРФ                         | фед.  |
| Газеев, Евгений Иванович                | 17.12.1995             | КПРФ                    | КПРФ                         | фед.  |
| Гайсин, Малик Фавзавиевич               | 17.12.1995             | Самовыдвижение          | Вне фракций                  | 163   |
| Галазий, Григорий Иванович              | 17.12.1995             | НДР                     | НДР                          | фед.  |
| Галкин, Александр Александрович         | 16.07.1998             | НДР                     | НДР                          | фед.  |
| Гамза, Геннадий Ефимович                | 17.12.1995             | КПРФ                    | КПРФ                         | фед.  |
| Гамидов, Гамид Мустафаевич              | 17.12.1995             | Самовыдвижение          | Российские регионы           | 11    |
| Ганеев, Мулланур Факразиевич            | 17.12.1995             | КПРФ                    | КПРФ                         | фед.  |
| Гартунг, Валерий Карлович               | 18.12.1997             | Самовыдвижение          | Российские регионы           | 186   |
| Гаюльский, Виктор Иванович              | 17.12.1995             | Самовыдвижение          | НДР                          | 224   |
| Гвоздева, Светлана Николаевна           | 17.12.1995             | Яблоко                  | НДР                          | 161   |
| Гдлян, Тельман Хоренович                | 17.12.1995             | Самовыдвижение          | Российские регионы           | 192   |
| Герасименко, Николай Фёдорович          | 17.12.1995             | Самовыдвижение          | Российские регионы           | 36    |
| Гитин, Виктор Владимирович              | 17.12.1995             | Яблоко                  | Яблоко                       | фед.  |
| Глотов, Сергей Александрович            | 17.12.1995             | Власть — народу!        | Народовластие                | 40    |
| Глубоковский, Михаил Константинович     | 17.12.1995             | Яблоко                  | Яблоко                       | фед.  |
| Глущенко, Михаил Иванович               | 17.12.1995             | ЛДПР                    | ЛДПР                         | фед.  |
| Говорухин, Станислав Сергеевич          | 17.12.1995             | БСГ                     | Народовластие                | 53    |
| Голов, Анатолий Григорьевич             | 17.12.1995             | Яблоко                  | Яблоко                       | 210   |
| Голованов, Дмитрий Сергеевич            | 17.04.1998             | Самовыдвижение          | Вне фракций                  | 165   |
| Головков, Алексей Леонардович           | 17.12.1995             | Самовыдвижение          | НДР                          | 193   |
| Головлёв, Владимир Иванович             | 17.12.1995             | ДВР-ОД                  | Вне фракций                  | 183   |
| Гоман, Владимир Владимирович            | 17.12.1995             | Самовыдвижение          | Российские регионы           | 225   |
| Гонжаров, Олег Павлович                 | 17.12.1995             | НДР                     | НДР                          | фед.  |
| Гончар, Николай Николаевич              | 17.12.1995             | Самовыдвижение          | Вне фракций                  | 202   |
| Горбачёв, Владимир Иванович             | 18.12.1997             | Самовыдвижение          | Народовластие                | 184   |
| Горюнов, Владимир Дмитриевич            | 17.12.1995             | НДР                     | НДР                          | фед.  |
| Горюнов, Евгений Владимирович           | 17.12.1995             | НДР                     | НДР                          | фед.  |
| Горячева, Светлана Петровна             | 17.12.1995             | КПРФ                    | КПРФ                         | 51    |
| Гостев, Руслан Георгиевич               | 17.12.1995             | КПРФ                    | КПРФ                         | 75    |
| Грачёв, Иван Дмитриевич                 | 17.12.1995             | Яблоко                  | Яблоко                       | фед.  |
| Гребенников, Валерий Васильевич         | 17.12.1995             | НДР                     | НДР                          | фед.  |
| Грешневиков, Анатолий Николаевич        | 17.12.1995             | Власть — народу!        | Народовластие                | 190   |
| Григориади, Владимир Стиллианович       | 17.12.1995             | КРО                     | Вне фракций                  | 182   |
| Григорьев, Владимир Фёдорович           | 17.12.1995             | К-ТР-ЗСС                | Вне фракций                  | 99    |
| Гришин, Василий Дмитриевич              | 17.12.1995             | Самовыдвижение          | Народовластие                | 59    |
| Гришкевич, Олег Петрович                | 17.12.1995             | КПРФ                    | КПРФ                         | фед.  |
| Гришуков, Владимир Витальевич           | 17.12.1995             | КПРФ                    | КПРФ                         | фед.  |
| Громов, Борис Всеволодович              | 17.12.1995             | Моё Отечество           | Российские регионы           | 158   |
| Громов, Владимир Павлович               | 17.12.1995             | КПРФ                    | КПРФ                         | фед.  |
| Грущак, Сергей Владимирович             | 17.12.1995             | Яблоко                  | Яблоко                       | фед.  |
| Губенко, Николай Николаевич             | 17.12.1995             | КПРФ                    | КПРФ                         | фед.  |
| Гудима, Тамара Михайловна               | 17.12.1995             | КПРФ                    | Вне фракций                  | фед.  |
| Гусев, Владимир Кузьмич                 | 17.12.1995             | ЛДПР                    | ЛДПР                         | фед.  |
| Гуськов, Юрий Александрович             | 17.12.1995             | КПРФ                    | КПРФ                         | 60    |
| Гуцериев, Михаил Сафарбекович           | 17.12.1995             | ЛДПР                    | ЛДПР                         | фед.  |
| Давиденко, Владимир Иванович            | 17.12.1995             | ЛДПР                    | Вне фракций                  | фед.  |
| Давыдов, Всеволод Геннадьевич           | 17.12.1995             | ЛДПР                    | ЛДПР                         | фед.  |
| Данилова, Нина Петровна                 | 17.12.1995             | КПРФ                    | Народовластие                | 34    |
| Данченко, Борис Иванович                | 17.12.1995             | АПР                     | АДГ                          | 144   |
| Десятников, Василий Алексеевич          | 28.10.1998             | Самовыдвижение          | Российские регионы           | 159   |
| Дзасохов, Александр Сергеевич           | 17.12.1995             | Самовыдвижение          | Народовластие                | 21    |
| Дмитриева, Оксана Генриховна            | 17.12.1995             | Яблоко                  | Яблоко                       | фед.  |
| Дон, Сергей Эдуардович                  | 17.12.1995             | Яблоко                  | Яблоко                       | фед.  |
| Дурягин, Иван Николаевич                | 17.12.1995             | Яблоко                  | Яблоко                       | фед.  |
| Елисеев, Александр Игоревич †           | 17.12.1995             | КПРФ                    | КПРФ                         | фед.  |
| Емельянов, Михаил Васильевич            | 17.12.1995             | Яблоко                  | Яблоко                       | 146   |
| Еньков, Сергей Алексеевич               | 17.12.1995             | АПР                     | АДГ                          | 150   |
| Жамсуев, Баир Баясхаланович             | 17.12.1995             | Самовыдвижение          | Российские регионы           | 215   |
| Ждакаев, Иван Андреевич                 | 17.12.1995             | КПРФ                    | Народовластие                | 160   |
| Жебровский, Станислав Михайлович        | 17.12.1995             | ЛДПР                    | ЛДПР                         | фед.  |
| Жириновский, Владимир Вольфович         | 17.12.1995             | ЛДПР                    | ЛДПР                         | фед.  |
| Жуков, Александр Дмитриевич             | 17.12.1995             | Вперёд, Россия!         | Российские регионы           | 199   |
| Жукова, Нелля Николаевна                | 17.12.1995             | Самовыдвижение          | КПРФ                         | 46    |
| Жуковский, Александр Иванович           | 17.12.1995             | ЛДПР                    | ЛДПР                         | фед.  |
| Журко, Василий Васильевич               | 17.12.1995             | ЛДПР                    | Вне фракций                  | фед.  |
| Заверюха, Александр Харлампиевич        | 06.05.1998             | Самовыдвижение          | НДР                          | 87    |
| Задорнов, Михаил Михайлович             | 17.12.1995             | Яблоко                  | Яблоко                       | 87    |
| Заричанский, Станислав Константинович   | 17.12.1995             | ЛДПР                    | ЛДПР                         | фед.  |
| Захаров, Алексей Константинович         | 17.12.1995             | Яблоко                  | Яблоко                       | фед.  |
| Зацепина, Нина Андреевна                | 17.12.1995             | Власть — народу!        | Народовластие                | 41    |
| Зволинский, Вячеслав Петрович           | 17.12.1995             | Самовыдвижение          | НДР                          | 61    |
| Зеленин, Владимир Михайлович †          | 17.12.1995             | Самовыдвижение          | АДГ                          | 139   |
| Зеленов, Евгений Алексеевич             | 17.12.1995             | Самовыдвижение          | Российские регионы           | 123   |
| Злобин, Владимир Вениаминович           | 17.12.1995             | ЛДПР                    | ЛДПР                         | фед.  |
| Злобина, Лариса Афанасьевна             | 17.12.1995             | Самовыдвижение          | Российские регионы           | 16    |
| Злотникова, Тамара Владимировна         | 17.12.1995             | Яблоко                  | Яблоко                       | 132   |
| Зорин, Владимир Юрьевич                 | 17.12.1995             | НДР                     | НДР                          | фед.  |
| Зоркальцев, Виктор Ильич                | 17.12.1995             | КПРФ                    | КПРФ                         | фед.  |
| Зотиков, Алексей Алексеевич             | 17.12.1995             | КПРФ                    | Народовластие                | 134   |
| Зубакин, Семён Иванович                 | 17.12.1995             | ДВР-ОД                  | Вне фракций                  | 2     |
| Зуев, Алексей Алексеевич                | 17.12.1995             | ЛДПР                    | ЛДПР                         | фед.  |
| Зюганов, Геннадий Андреевич             | 17.12.1995             | КПРФ                    | КПРФ                         | фед.  |
| Зяблицев, Евгений Геннадьевич           | 17.12.1995             | Самовыдвижение          | Вне фракций                  | 162   |
| Иваненко, Сергей Викторович             | 17.12.1995             | Яблоко                  | Яблоко                       | фед.  |
| Иванов, Юрий Павлович                   | 17.12.1995             | КПРФ                    | АДГ                          | фед.  |
| Иванченко, Леонид Андреевич             | 17.12.1995             | КПРФ                    | КПРФ                         | фед.  |
| Ивер, Василий Михайлович                | 17.12.1995             | КПРФ                    | Народовластие                | 55    |
| Игрунов, Вячеслав Владимирович          | 17.12.1995             | Яблоко                  | Яблоко                       | фед.  |
| Илюхин, Виктор Иванович                 | 17.12.1995             | КПРФ                    | КПРФ                         | 136   |
| Ионов, Анатолий Васильевич              | 17.12.1995             | КПРФ                    | КПРФ                         | фед.  |
| Ищенко, Евгений Петрович                | 17.12.1995             | ЛДПР                    | Вне фракций                  | фед.  |
| Казаковцев, Владимир Александрович      | 17.12.1995             | КПРФ                    | КПРФ                         | фед.  |
| Казаров, Олег Владимирович              | 17.12.1995             | Самовыдвижение          | Народовластие                | 181   |
| Калашников, Сергей Вячеславович         | 17.12.1995             | ЛДПР                    | ЛДПР                         | фед.  |
| Калягин, Владимир Александрович         | 17.12.1995             | КПРФ                    | КПРФ                         | фед.  |
| Камышинский, Николай Акимович           | 17.12.1995             | КПРФ                    | Народовластие                | 56    |
| Канаев, Леонид Михайлович               | 17.12.1995             | КПРФ                    | Вне фракций                  | 149   |
| Карапетян, Саак Альбертович             | 17.12.1995             | Яблоко                  | Яблоко                       | фед.  |
| Карелова, Галина Николаевна             | 17.12.1995             | Самовыдвижение          | Вне фракций                  | 165   |
| Каримова, Дания Юсуфовна                | 17.12.1995             | НДР                     | Вне фракций                  | фед.  |
| Катальников, Владимир Дмитриевич        | 17.12.1995             | Самовыдвижение          | Российские регионы           | 148   |
| Кибирев, Борис Григорьевич              | 17.12.1995             | КПРФ                    | КПРФ                         | фед.  |
| Киселёв, Вячеслав Викторович            | 17.12.1995             | ЛДПР                    | ЛДПР                         | фед.  |
| Киц, Александр Владимирович             | 17.12.1995             | ЛДПР                    | ЛДПР                         | фед.  |
| Кныш, Валентин Филиппович               | 17.12.1995             | КПРФ                    | КПРФ                         | фед.  |
| Кобзон, Иосиф Давыдович                 | 17.09.1997             | Самовыдвижение          | Вне фракций                  | 215   |
| Кобылкин, Василий Фёдорович             | 17.12.1995             | КПРФ                    | Вне фракций                  | 77    |
| Ковалев, Сергей Адамович                | 17.12.1995             | ДВР-ОД                  | Вне фракций                  | 204   |
| Козырев, Александр Иванович             | 17.12.1995             | ЛДПР                    | Вне фракций                  | фед.  |
| Козырев, Андрей Владимирович            | 17.12.1995             | Самовыдвижение          | Вне фракций                  | 116   |
| Колесников, Виктор Иванович             | 17.12.1995             | АПР                     | АДГ                          | 187   |
| Коломейцев, Николай Васильевич          | 11.06.1997             | КПРФ                    | КПРФ                         | 145   |
| Коржаков, Александр Васильевич          | 14.02.1997             | Самовыдвижение          | Вне фракций                  | 176   |
| Корниенко, Виктор Ульянович             | 17.12.1995             | ЛДПР                    | ЛДПР                         | фед.  |
| Корнилова, Зоя Афанасьевна              | 17.12.1995             | Власть — народу!        | Народовластие                | 20    |
| Коровников, Александр Венидиктович      | 17.12.1995             | КПРФ                    | КПРФ                         | фед.  |
| Коротков, Леонид Викторович             | 17.12.1995             | Самовыдвижение          | КПРФ                         | 58    |
| Корсаков, Николай Николаевич            | 17.12.1995             | КПРФ                    | АДГ                          | фед.  |
| Костерин, Евгений Алексеевич            | 17.12.1995             | КПРФ                    | КПРФ                         | фед.  |
| Костин, Георгий Васильевич              | 17.12.1995             | КПРФ                    | Народовластие                | фед.  |
| Костюткин, Владимир Михайлович          | 17.12.1995             | ЛДПР                    | ЛДПР                         | фед.  |
| Косых, Михаил Фёдорович                 | 17.12.1995             | КПРФ                    | КПРФ                         | фед.  |
| Котков, Анатолий Степанович             | 17.12.1995             | Преображение Отечества  | Вне фракций                  | 164   |
| Кошева, Виолетта Константиновна         | 17.12.1995             | КПРФ                    | КПРФ                         | фед.  |
| Кошкин, Михаил Петрович                 | 17.12.1995             | Самовыдвижение          | Вне фракций                  | 29    |
| Кравец, Александр Алексеевич            | 17.12.1995             | КПРФ                    | КПРФ                         | фед.  |
| Красников, Дмитрий Фёдорович            | 17.12.1995             | КПРФ                    | Вне фракций                  | 105   |
| Кривельская, Нина Викторовна            | 17.12.1995             | ЛДПР                    | ЛДПР                         | фед.  |
| Кругликов, Александр Леонидович         | 17.12.1995             | КПРФ                    | КПРФ                         | фед.  |
| Куваев, Александр Александрович         | 17.12.1995             | КПРФ                    | КПРФ                         | фед.  |
| Кувшинов, Александр Иванович            | 17.12.1995             | НДР                     | НДР                          | фед.  |
| Куевда, Григорий Андреевич              | 17.12.1995             | КПРФ                    | КПРФ                         | фед.  |
| Кузнецов, Александр Владимирович        | 17.12.1995             | Яблоко                  | Яблоко                       | фед.  |
| Кузнецов, Борис Юрьевич                 | 17.12.1995             | НДР                     | НДР                          | фед.  |
| Кузнецов, Вячеслав Юрьевич              | 17.12.1995             | НДР                     | Вне фракций                  | фед.  |
| Кузнецов, Михаил Варфоломеевич          | 17.12.1995             | ЛДПР                    | ЛДПР                         | фед.  |
| Кузнецов, Юрий Павлович                 | 17.12.1995             | ЛДПР                    | ЛДПР                         | фед.  |
| Кулешов, Олег Степанович                | 17.12.1995             | КПРФ                    | КПРФ                         | 63    |
| Кулик, Геннадий Васильевич              | 17.12.1995             | АПР                     | АДГ                          | 14    |
| Куликов, Александр Дмитриевич           | 17.12.1995             | КПРФ                    | КПРФ                         | 68    |
| Кульбака, Нина Ивановна                 | 17.12.1995             | КПРФ                    | КПРФ                         | фед.  |
| Купцов, Валентин Александрович          | 17.12.1995             | КПРФ                    | КПРФ                         | фед.  |
| Курочкин, Виктор Васильевич             | 17.12.1995             | Самовыдвижение          | Российские регионы           | 188   |
| Лапшин, Михаил Иванович                 | 19.06.1998             | АПР                     | АДГ                          | 2     |
| Ларицкий, Владимир Ермолаевич           | 17.12.1995             | Самовыдвижение          | Вне фракций                  | 78    |
| Лахова, Екатерина Филипповна            | 17.12.1995             | Женщины России          | Российские регионы           | 180   |
| Лебедь, Александр Иванович              | 17.12.1995             | КРО                     | Вне фракций                  | 176   |
| Лебедь, Алексей Иванович                | 17.12.1995             | Самовыдвижение          | Народовластие                | 30    |
| Лемешов, Геннадий Владимирович          | 17.12.1995             | ЛДПР                    | ЛДПР                         | фед.  |
| Леончев, Владимир Александрович         | 17.12.1995             | КПРФ                    | КПРФ                         | фед.  |
| Линник, Виталий Викторович              | 17.12.1995             | НДР                     | НДР                          | фед.  |
| Лисичкин, Владимир Александрович        | 17.12.1995             | ЛДПР                    | Вне фракций                  | фед.  |
| Логинов, Евгений Юрьевич                | 17.12.1995             | ЛДПР                    | ЛДПР                         | 127   |
| Лодкин, Юрий Евгеньевич                 | 17.12.1995             | КПРФ                    | КПРФ                         | фед.  |
| Лозинская, Жанна Михайловна             | 17.12.1995             | Женщины России          | Народовластие                | 175   |
| Лопатин, Владимир Николаевич            | 17.12.1995             | Самовыдвижение          | Российские регионы           | 72    |
| Лоторев, Александр Николаевич           | 17.12.1995             | Самовыдвижение          | Российские регионы           | 222   |
| Лукашев, Игорь Львович                  | 17.12.1995             | Яблоко                  | Вне фракций                  | фед.  |
| Лукин, Владимир Петрович                | 17.12.1995             | Яблоко                  | Яблоко                       | фед.  |
| Лукьянов, Анатолий Иванович             | 17.12.1995             | КПРФ                    | КПРФ                         | 169   |
| Лунтовский, Георгий Иванович            | 17.12.1995             | НДР                     | НДР                          | фед.  |
| Лыжин, Юрий Васильевич                  | 17.12.1995             | КПРФ                    | КПРФ                         | фед.  |
| Лысенко, Владимир Николаевич            | 17.12.1995             | ПГВЛ                    | Российские регионы           | 194   |
| Магомедов, Станислав Юнусович           | 17.12.1995             | ЛДПР                    | ЛДПР                         | фед.  |
| Мазур, Александр Алексеевич             | 17.12.1995             | Яблоко                  | Яблоко                       | 213   |
| Майтаков, Георгий Григорьевич           | 06.11.1997             | Самовыдвижение          | Народовластие                | 30    |
| Макаров, Андрей Михайлович              | 17.12.1995             | Самовыдвижение          | Вне фракций                  | 205   |
| Макашов, Альберт Михайлович             | 17.12.1995             | КПРФ                    | КПРФ                         | 152   |
| Максаков, Александр Иванович †          | 17.12.1995             | КПРФ                    | Народовластие                | 156   |
| Максимов, Евгений Васильевич            | 17.12.1995             | КПРФ                    | Вне фракций                  | фед.  |
| Малышак, Юрий Геннадиевич               | 18.11.1998             | КПРФ                    | КПРФ                         | фед.  |
| Мальков, Игорь Олегович                 | 17.12.1995             | Яблоко                  | Вне фракций                  | фед.  |
| Мальцев, Александр Николаевич           | 17.12.1995             | Самовыдвижение          | АДГ                          | 122   |
| Манжосов, Николай Иванович †            | 17.12.1995             | КПРФ                    | АДГ                          | 52    |
| Манякин, Сергей Иосифович               | 17.12.1995             | Власть — народу!        | Народовластие                | 128   |
| Маркелов, Леонид Игоревич               | 17.12.1995             | ЛДПР                    | ЛДПР                         | фед.  |
| Мартынов, Александр Гаврилович          | 17.12.1995             | НДР                     | НДР                          | фед.  |
| Мартюшов, Сергей Николаевич             | 16.07.1998             | Яблоко                  | Яблоко                       | фед.  |
| Маслюков, Юрий Дмитриевич               | 17.12.1995             | КПРФ                    | КПРФ                         | фед.  |
| Машинский, Виктор Леонидович            | 17.12.1995             | Блок независимых        | Вне фракций                  | 80    |
| Медведев, Владимир Сергеевич            | 17.12.1995             | Самовыдвижение          | Российские регионы           | 221   |
| Медведев, Николай Павлович              | 17.12.1995             | Самовыдвижение          | Яблоко                       | 19    |
| Медведев, Павел Алексеевич              | 17.12.1995             | 89 (89 регионов России) | Российские регионы           | 203   |
| Медиков, Виктор Яковлевич               | 17.12.1995             | Самовыдвижение          | Российские регионы           | 90    |
| Мельков, Алексей Константинович         | 17.12.1995             | АПР                     | АДГ                          | 93    |
| Мельников, Алексей Юрьевич              | 17.12.1995             | Яблоко                  | Яблоко                       | фед.  |
| Мельников, Иван Иванович                | 17.12.1995             | КПРФ                    | КПРФ                         | фед.  |
| Мень, Михаил Александрович              | 17.12.1995             | Яблоко                  | Яблоко                       | 104   |
| Меремянин, Константин Георгиевич        | 17.12.1995             | КПРФ                    | КПРФ                         | фед.  |
| Меркулов, Александр Фёдорович           | 17.12.1995             | КПРФ                    | АДГ                          | 76    |
| Мещерин, Иван Васильевич                | 17.09.1997             | КПРФ                    | АДГ                          | 52    |
| Мизулина, Елена Борисовна               | 17.12.1995             | Яблоко                  | Яблоко                       | 189   |
| Минаков, Виктор Михайлович              | 17.12.1995             | КПРФ                    | КПРФ                         | 102   |
| Миронов, Олег Орестович                 | 17.12.1995             | КПРФ                    | КПРФ                         | 159   |
| Мисник, Борис Григорьевич               | 17.12.1995             | Яблоко                  | Яблоко                       | фед.  |
| Митин, Сергей Герасимович               | 17.12.1995             | НДР                     | НДР                          | фед.  |
| Митина, Дарья Александровна             | 17.12.1995             | КПРФ                    | КПРФ                         | фед.  |
| Митрофанов, Алексей Валентинович        | 17.12.1995             | ЛДПР                    | ЛДПР                         | фед.  |
| Митрохин, Сергей Сергеевич              | 17.12.1995             | Яблоко                  | Яблоко                       | фед.  |
| Митяев, Иван Иванович                   | 17.12.1995             | ЛДПР                    | ЛДПР                         | фед.  |
| Михайлов, Александр Николаевич          | 17.12.1995             | КПРФ                    | КПРФ                         | 96    |
| Михайлов, Алексей Юрьевич               | 17.12.1995             | Яблоко                  | Яблоко                       | фед.  |
| Михайлов, Вячеслав Фёдорович            | 17.12.1995             | КПРФ                    | КПРФ                         | фед.  |
| Михайлов, Евгений Эдуардович            | 17.12.1995             | ЛДПР                    | ЛДПР                         | фед.  |
| Моисеев, Борис Александрович            | 17.12.1995             | Яблоко                  | Яблоко                       | фед.  |
| Монастырский, Михаил Львович            | 17.12.1995             | ЛДПР                    | Вне фракций                  | фед.  |
| Морозов, Анатолий Тимофеевич            | 17.12.1995             | НДР                     | Вне фракций                  | 155   |
| Морозов, Олег Викторович                | 17.12.1995             | Самовыдвижение          | Российские регионы           | 23    |
| Мусатов, Михаил Иванович                | 17.12.1995             | ЛДПР                    | ЛДПР                         | фед.  |
| Мучаев, Иван Камуевич                   | 30.09.1999             | КПРФ                    | АДГ                          | фед.  |
| Найчукова, Светлана Ивановна            | 17.12.1995             | Самовыдвижение          | Вне фракций                  | 9     |
| Нарусова, Людмила Борисовна             | 17.12.1995             | НДР                     | НДР                          | фед.  |
| Невзоров, Александр Глебович            | 17.12.1995             | Самовыдвижение          | Вне фракций                  | 141   |
| Нестеренко, Татьяна Геннадьевна         | 17.12.1995             | Самовыдвижение          | Российские регионы           | 223   |
| Нестеров, Юрий Михайлович               | 17.12.1995             | Самовыдвижение          | Яблоко                       | 207   |
| Нигкоев, Сергей Георгиевич              | 17.12.1995             | КПРФ                    | АДГ                          | фед.  |
| Никитин, Валентин Иванович              | 17.12.1995             | КПРФ                    | КПРФ                         | 4     |
| Никитин, Владимир Петрович              | 17.12.1995             | Самовыдвижение          | Народовластие                | 84    |
| Никитин, Владимир Степанович            | 17.12.1995             | КПРФ                    | Народовластие                | фед.  |
| Никитчук, Иван Игнатьевич               | 17.12.1995             | КПРФ                    | КПРФ                         | 118   |
| Никифоренко, Юрий Васильевич            | 17.12.1995             | КПРФ                    | КПРФ                         | фед.  |
| Никифоров, Сергей Михайлович            | 17.12.1995             | Яблоко                  | Яблоко                       | 208   |
| Николаев, Андрей Иванович               | 17.04.1998             | Самовыдвижение          | Вне фракций                  | 197   |
| Овченков, Вячеслав Иванович             | 17.12.1995             | НДР                     | НДР                          | фед.  |
| Ойкина, Зоя Николаевна                  | 17.12.1995             | КПРФ                    | АДГ                          | 157   |
| Ойнвид, Григорий Михайлович             | 17.12.1995             | Самовыдвижение          | НДР                          | 217   |
| Олейник, Любовь Васильевна              | 17.12.1995             | КПРФ                    | КПРФ                         | фед.  |
| Орлова, Светлана Юрьевна                | 17.12.1995             | Женщины России          | Российские регионы           | 49    |
| Останина, Нина Александровна            | 17.12.1995             | Самовыдвижение          | Народовластие                | 91    |
| Памфилова, Элла Александровна           | 17.12.1995             | ПГВЛ                    | Российские регионы           | 86    |
| Панарин, Николай Васильевич †           | 17.12.1995             | Самовыдвижение          | Народовластие                | 177   |
| Панин, Виктор Евгеньевич                | 17.12.1995             | КПРФ                    | КПРФ                         | фед.  |
| Панина, Елена Владимировна              | 04.07.1997             | Самовыдвижение          | Вне фракций                  | 76    |
| Пантелеев, Ардальен Иванович            | 09.10.1998             | Самовыдвижение          | Народовластие                | 119   |
| Панченко, Любовь Анатольевна            | 03.03.1999             | НДР                     | НДР                          | фед.  |
| Парадиз, Александр Лазаревич            | 17.12.1995             | НДР                     | Вне фракций                  | фед.  |
| Паршаков, Юрий Николаевич               | 17.12.1995             | ЛДПР                    | ЛДПР                         | фед.  |
| Пашуто, Владимир Ростиславович          | 17.12.1995             | ПиПР-СТ                 | КПРФ                         | 38    |
| Петошин, Владимир Анатольевич           | 17.12.1995             | КПРФ                    | КПРФ                         | фед.  |
| Петренко, Сергей Васильевич             | 17.12.1995             | НДР                     | Вне фракций                  | фед.  |
| Петрик, Александр Григорьевич †         | 17.12.1995             | КПРФ                    | КПРФ                         | 39    |
| Пешков, Виктор Петрович                 | 17.12.1995             | КПРФ                    | КПРФ                         | фед.  |
| Пискун, Николай Леонидович              | 17.12.1995             | Самовыдвижение          | НДР                          | 221   |
| Плетнёва, Тамара Васильевна             | 17.12.1995             | КПРФ                    | КПРФ                         | 171   |
| Плотников, Владимир Николаевич          | 17.12.1995             | АПР                     | АДГ                          | 70    |
| Побединская, Людмила Васильевна         | 17.12.1995             | НДР                     | НДР                          | 115   |
| Подберёзкин, Алексей Иванович           | 17.12.1995             | КПРФ                    | Вне фракций                  | фед.  |
| Подуфалов, Николай Дмитриевич           | 17.12.1995             | НДР                     | НДР                          | фед.  |
| Полдников, Юрий Иванович                | 17.12.1995             | КПРФ                    | КПРФ                         | фед.  |
| Поляков, Андрей Александрович           | 17.12.1995             | НДР                     | НДР                          | фед.  |
| Поляков, Николай Иванович               | 17.12.1995             | АПР                     | АДГ                          | 18    |
| Поляков, Юрий Александрович (ум.)       | 17.12.1995             | Власть — народу!        | Народовластие                | 42    |
| Поморов, Александр Адрианович           | 17.12.1995             | КПРФ                    | КПРФ                         | фед.  |
| Пономарёв, Александр Михайлович         | 17.12.1995             | КПРФ                    | КПРФ                         | 73    |
| Пономарёв, Алексей Алексеевич           | 17.12.1995             | КПРФ                    | КПРФ                         | 170   |
| Попкович, Роман Семёнович               | 17.12.1995             | НДР                     | НДР                          | фед.  |
| Попов, Виктор Михайлович                | 17.12.1995             | КПРФ                    | АДГ                          | фед.  |
| Попов, Сергей Алексеевич                | 17.12.1995             | Яблоко                  | Яблоко                       | 212   |
| Попов, Сергей Борисович                 | 17.12.1995             | Самовыдвижение          | Народовластие                | 107   |
| Потапенко, Александр Фёдорович          | 17.12.1995             | КПРФ                    | КПРФ                         | 97    |
| Потапов, Сергей Александрович           | 17.12.1995             | КПРФ                    | КПРФ                         | фед.  |
| Похмелкин, Виктор Валерьевич            | 17.12.1995             | ДВР-ОД                  | Вне фракций                  | 140   |
| Починок, Александр Петрович             | 17.12.1995             | ДВР-ОД                  | Вне фракций                  | 185   |
| Протопопов, Владимир Васильевич         | 12.02.1998             | НДР                     | Вне фракций                  | 3     |
| Пузановский, Адриан Георгиевич          | 17.12.1995             | АПР                     | АДГ                          | 94    |
| Пчёлкин, Владимир Викторович            | 17.12.1995             | ЛДПР                    | Вне фракций                  | фед.  |
| Райков, Геннадий Иванович               | 17.12.1995             | Самовыдвижение          | Вне фракций                  | 179   |
| Решульский, Сергей Николаевич           | 17.12.1995             | КПРФ                    | КПРФ                         | фед.  |
| Рогозин, Дмитрий Олегович               | 28.03.1997             | Самовыдвижение          | Российские регионы           | 74    |
| Рожков, Виктор Дмитриевич               | 17.12.1995             | Самовыдвижение          | Российские регионы           | 178   |
| Романов, Валентин Степанович            | 17.12.1995             | КПРФ                    | КПРФ                         | 151   |
| Романов, Пётр Васильевич                | 17.12.1995             | КПРФ                    | КПРФ                         | фед.  |
| Ромашкин, Виктор Васильевич             | 17.12.1995             | КПРФ                    | КПРФ                         | фед.  |
| Рохлин, Лев Яковлевич †                 | 17.12.1995             | НДР                     | Вне фракций                  | фед.  |
| Рыбаков, Юлий Андреевич                 | 17.12.1995             | ДВР-ОД                  | Вне фракций                  | 206   |
| Рыбкин, Иван Петрович                   | 17.12.1995             | БИР                     | Вне фракций                  | 74    |
| Рыгалов, Александр Андреевич            | 17.12.1995             | АПР                     | АДГ                          | 135   |
| Рыжков, Владимир Александрович          | 17.12.1995             | НДР                     | НДР                          | фед.  |
| Рыжков, Николай Иванович                | 17.12.1995             | Власть — народу!        | Народовластие                | 62    |
| Савельев, Константин Сергеевич          | 17.12.1995             | КПРФ                    | КПРФ                         | фед.  |
| Савельев, Николай Николаевич            | 17.12.1995             | КПРФ                    | КПРФ                         | фед.  |
| Савицкая, Светлана Евгеньевна           | 17.12.1995             | КПРФ                    | КПРФ                         | 113   |
| Савицкий, Олег Владимирович             | 17.12.1995             | АПР                     | АДГ                          | 154   |
| Савчук, Вера Семёновна                  | 17.12.1995             | КПРФ                    | КПРФ                         | фед.  |
| Садчиков, Георгий Михайлович            | 17.12.1995             | Яблоко                  | Яблоко                       | фед.  |
| Саетгалиев, Зифкат Исламович            | 17.12.1995             | АПР                     | Вне фракций                  | 8     |
| Сайфуллин, Альзам Тухватуллинович †     | 17.12.1995             | АПР                     | АДГ                          | 3     |
| Сайфуллин, Инсаф Шарифуллович           | 17.12.1995             | НДР                     | НДР                          | фед.  |
| Салий, Александр Иванович               | 17.12.1995             | КПРФ                    | КПРФ                         | фед.  |
| Салчак, Галина Алексеевна               | 17.12.1995             | НДР                     | Российские регионы           | 27    |
| Сальников, Виктор Иванович              | 17.12.1995             | КПРФ                    | КПРФ                         | фед.  |
| Сапожников, Николай Иванович            | 17.12.1995             | КПРФ                    | КПРФ                         | фед.  |
| Сафронов, Виталий Александрович         | 17.12.1995             | КПРФ                    | КПРФ                         | фед.  |
| Свечников, Пётр Григорьевич             | 17.12.1995             | КПРФ                    | АДГ                          | фед.  |
| Свинин, Сергей Васильевич               | 17.12.1995             | КПРФ                    | АДГ                          | фед.  |
| Севастьянов, Виталий Иванович           | 17.12.1995             | КПРФ                    | КПРФ                         | 44    |
| Севенард, Юрий Константинович           | 17.12.1995             | КПРФ                    | КПРФ                         | фед.  |
| Седов, Юрий Дмитриевич                  | 16.01.1998             | НДР                     | НДР                          | фед.  |
| Селезнёв, Геннадий Николаевич           | 17.12.1995             | КПРФ                    | КПРФ                         | фед.  |
| Селиванов, Андрей Владимирович          | 17.12.1995             | Вперёд, Россия!         | НДР                          | 167   |
| Семаго, Владимир Владимирович           | 17.12.1995             | КПРФ                    | Вне фракций                  | фед.  |
| Семёнов, Сергей Сергеевич               | 17.12.1995             | ЛДПР                    | ЛДПР                         | фед.  |
| Сенин, Григорий Николаевич              | 17.12.1995             | КПРФ                    | Народовластие                | 1     |
| Сергеенков, Владимир Нилович            | 17.12.1995             | Самовыдвижение          | Народовластие                | 92    |
| Сергиенко, Валерий Иванович             | 17.12.1995             | КРО                     | Народовластие                | 45    |
| Сеславинский, Михаил Вадимович          | 17.12.1995             | НДР                     | НДР                          | 119   |
| Сигарев, Сергей Фёдорович               | 17.12.1995             | ЛДПР                    | ЛДПР                         | фед.  |
| Сирота, Михаил Макарович                | 19.10.1999             | НДР                     | НДР                          | фед.  |
| Сироткин, Владимир Дмитриевич           | 17.12.1995             | НДР                     | Вне фракций                  | фед.  |
| Скворцов, Вячеслав Николаевич           | 17.12.1995             | НДР                     | Вне фракций                  | фед.  |
| Скурихин, Сергей Васильевич             | 17.12.1995             | ЛДПР                    | Вне фракций                  | фед.  |
| Славный, Василий Дмитриевич             | 17.12.1995             | КПРФ                    | КПРФ                         | фед.  |
| Сметанкин, Евгений Александрович        | 17.12.1995             | КПРФ                    | КПРФ                         | фед.  |
| Смолин, Олег Николаевич                 | 17.12.1995             | Самовыдвижение          | Народовластие                | 129   |
| Смоляков, Владимир Николаевич           | 17.12.1995             | КПРФ                    | АДГ                          | фед.  |
| Собакин, Евгений Юрьевич                | 17.12.1995             | Яблоко                  | Яблоко                       | 110   |
| Сокол, Святослав Михайлович             | 17.12.1995             | КПРФ                    | КПРФ                         | фед.  |
| Соколов, Александр Сергеевич            | 17.12.1995             | КПРФ                    | КПРФ                         | фед.  |
| Соколов, Вячеслав Константинович        | 17.12.1995             | КПРФ                    | КПРФ                         | фед.  |
| Соломатин, Егор Юрьевич                 | 17.12.1995             | ЛДПР                    | ЛДПР                         | фед.  |
| Солуянов, Андрей Владимирович           | 17.12.1995             | Самовыдвижение          | Вне фракций                  | 28    |
| Сохов, Владимир Казбулатович            | 17.12.1995             | НДР                     | НДР                          | 13    |
| Старовойтова, Галина Васильевна †       | 17.12.1995             | Самовыдвижение          | Вне фракций                  | 209   |
| Степанков, Валентин Георгиевич          | 17.12.1995             | Самовыдвижение          | Российские регионы           | 137   |
| Степанов, Владимир Алексеевич           | 17.12.1995             | КПРФ                    | АДГ                          | фед.  |
| Столяров, Николай Сергеевич             | 17.12.1995             | Самовыдвижение          | Российские регионы           | 109   |
| Столярова, Насима Калимовна             | 17.12.1995             | КПРФ                    | КПРФ                         | фед.  |
| Страхов, Алексей Леонидович             | 17.12.1995             | НДР                     | НДР                          | фед.  |
| Сулакшин, Степан Степанович             | 17.12.1995             | Самовыдвижение          | Вне фракций                  | 174   |
| Сулейменов, Ибрагим Абдурахманович      | 17.12.1995             | Самовыдвижение          | НДР                          | 31    |
| Султанов, Ринат Ишбулдович              | 17.12.1995             | Яблоко                  | Российские регионы           | фед.  |
| Сумин, Пётр Иванович                    | 17.12.1995             | КРО                     | Народовластие                | 184   |
| Сурков, Михаил Семёнович                | 17.12.1995             | КПРФ                    | КПРФ                         | фед.  |
| Сухарев, Сергей Владимирович            | 27.12.1996             | КПРФ                    | КПРФ                         | фед.  |
| Сухой, Николай Авксентьевич             | 03.04.1998             | АПР                     | АДГ                          | 156   |
| Сычёв, Сергей Владимирович              | 17.12.1995             | ЛДПР                    | ЛДПР                         | фед.  |
| Таранцов, Михаил Александрович          | 17.12.1995             | КПРФ                    | КПРФ                         | 69    |
| Тарасов, Валерий Михайлович             | 17.12.1995             | КПРФ                    | Вне фракций                  | фед.  |
| Тарачев, Владимир Александрович         | 17.12.1995             | НДР                     | НДР                          | 153   |
| Темиржанов, Владимир Хасанбиевич        | 17.12.1995             | КПРФ                    | КПРФ                         | фед.  |
| Тен, Юрий Михайлович                    | 17.12.1995             | НДР                     | НДР                          | 82    |
| Тетельмин, Владимир Владимирович        | 17.12.1995             | ДВР-ОД                  | Вне фракций                  | 48    |
| Титов, Герман Степанович                | 17.12.1995             | КПРФ                    | КПРФ                         | 106   |
| Тихомиров, Валерий Викторович           | 17.12.1995             | НДР                     | НДР                          | фед.  |
| Тихонов, Владимир Ильич                 | 17.12.1995             | КПРФ                    | КПРФ                         | 79    |
| Тихонов, Георгий Иванович               | 17.12.1995             | Власть — народу!        | Народовластие                | 114   |
| Ткачёв, Александр Николаевич            | 17.12.1995             | Самовыдвижение          | АДГ                          | 43    |
| Топорков, Владимир Фёдорович            | 17.12.1995             | КПРФ                    | КПРФ                         | 101   |
| Тотиев, Сергей Александрович            | 17.12.1995             | КПРФ                    | КПРФ                         | фед.  |
| Травкин, Николай Ильич                  | 17.12.1995             | НДР                     | Яблоко                       | фед.  |
| Турусин, Анатолий Афанасьевич           | 17.12.1995             | АПР                     | АДГ                          | 83    |
| Тягунов, Александр Александрович        | 17.12.1995             | НДР                     | НДР                          | фед.  |
| Ульбашев, Мухарби Магомедович           | 17.12.1995             | НДР                     | НДР                          | фед.  |
| Уткин, Владимир Петрович                | 17.12.1995             | КРО                     | Народовластие                | 186   |
| Уткин, Юрий Васильевич                  | 17.12.1995             | Самовыдвижение          | Вне фракций                  | 7     |
| Учитель, Виктор Александрович           | 09.10.1998             | Яблоко                  | Яблоко                       | фед.  |
| Фалалеев, Сергей Николаевич             | 17.12.1995             | КПРФ                    | Народовластие                | фед.  |
| Фёдоров, Борис Григорьевич              | 17.12.1995             | Вперёд, Россия!         | Российские регионы           | 195   |
| Фёдоров, Святослав Николаевич           | 17.12.1995             | ПСТ                     | Народовластие                | 33    |
| Филатов, Александр Валентинович         | 17.12.1995             | ЛДПР                    | ЛДПР                         | фед.  |
| Филимонов, Вадим Донатович              | 17.12.1995             | КПРФ                    | КПРФ                         | фед.  |
| Фильшин, Михаил Владимирович            | 17.12.1995             | КПРФ                    | Вне фракций                  | фед.  |
| Финько, Олег Александрович              | 17.12.1995             | ЛДПР                    | ЛДПР                         | фед.  |
| Хакамада, Ирина Муцуовна                | 17.12.1995             | Общее дело              | Российские регионы           | 197   |
| Хамаев, Азат Киямович                   | 17.12.1995             | АПР                     | Российские регионы           | 22    |
| Харитонов, Николай Михайлович           | 17.12.1995             | АПР                     | АДГ                          | 124   |
| Хачилаев, Надиршах Мугадович            | 17.12.1996             | Союз мусульман России   | Вне фракций                  | 11    |
| Хисматуллин, Рашит Сагитович            | 02.06.1999             | НДР                     | НДР                          | фед.  |
| Хмыров, Василий Ильич                   | 24.04.1997             | Самовыдвижение          | Народовластие                | 54    |
| Ходырев, Геннадий Максимович            | 17.12.1995             | КПРФ                    | КПРФ                         | 121   |
| Цветков, Валентин Иванович              | 17.12.1995             | Самовыдвижение          | Российские регионы           | 103   |
| Цику, Казбек Асланбечевич               | 17.12.1995             | КПРФ                    | КПРФ                         | фед.  |
| Цой, Валентин Евгеньевич                | 17.12.1995             | Самовыдвижение          | Российские регионы           | 57    |
| Черногоров, Александр Леонидович        | 17.12.1995             | КПРФ                    | КПРФ                         | 54    |
| Чернышёв, Алексей Андреевич             | 17.12.1995             | АПР                     | АДГ                          | 131   |
| Чершинцев, Александр Григорьевич        | 18.12.1997             | Самовыдвижение          | Народовластие                | 185   |
| Чеховская, Наталья Михайловна           | 20.11.1996             | НДР                     | НДР                          | фед.  |
| Чехоев, Анатолий Георгиевич             | 17.12.1995             | КПРФ                    | КПРФ                         | фед.  |
| Чикин, Валентин Васильевич              | 17.12.1995             | КПРФ                    | КПРФ                         | фед.  |
| Чилингаров, Артур Николаевич            | 17.12.1995             | БИР                     | Российские регионы           | 218   |
| Чистоходова, Рита Васильевна            | 17.12.1995             | Самовыдвижение          | Вне фракций                  | 17    |
| Чуньков, Юрий Иванович                  | 17.12.1995             | КПРФ                    | КПРФ                         | 88    |
| Чурилов, Алексей Викторович             | 17.12.1995             | ЛДПР                    | ЛДПР                         | фед.  |
| Чуркин, Геннадий Иванович               | 17.12.1995             | АПР                     | АДГ                          | 66    |
| Шабанов, Александр Александрович        | 17.12.1995             | КПРФ                    | КПРФ                         | фед.  |
| Шаклеин, Николай Иванович               | 28.03.1997             | Самовыдвижение          | Народовластие                | 92    |
| Шандыбин, Василий Иванович              | 17.12.1995             | КПРФ                    | КПРФ                         | 64    |
| Шарапов, Владимир Фёдорович             | 17.12.1995             | НДР                     | НДР                          | фед.  |
| Шахов, Владимир Николаевич              | 17.12.1995             | Самовыдвижение          | Российские регионы           | 50    |
| Шахрай, Сергей Михайлович               | 17.12.1995             | ПРЕС                    | Российские регионы           | 145   |
| Шашурин, Сергей Петрович                | 17.12.1995             | Самовыдвижение          | Народовластие                | 26    |
| Швец, Любовь Никитична                  | 17.12.1995             | КПРФ                    | КПРФ                         | фед.  |
| Шевелуха, Виктор Степанович             | 17.12.1995             | КПРФ                    | КПРФ                         | фед.  |
| Шевченко, Вячеслав Алексеевич           | 17.12.1995             | ЛДПР                    | ЛДПР                         | фед.  |
| Шейнис, Виктор Леонидович               | 17.12.1995             | Яблоко                  | Яблоко                       | фед.  |
| Шелищ, Пётр Борисович                   | 17.12.1995             | Самовыдвижение          | Яблоко                       | 211   |
| Шенкарёв, Олег Александрович            | 17.12.1995             | КПРФ                    | Вне фракций                  | 65    |
| Шестаков, Владимир Афанасьевич          | 17.12.1995             | Самовыдвижение          | НДР                          | 138   |
| Шипов, Александр Борисович              | 17.12.1995             | ЛДПР                    | ЛДПР                         | фед.  |
| Шишлов, Александр Владимирович          | 17.12.1995             | Яблоко                  | Яблоко                       | фед.  |
| Шохин, Александр Николаевич             | 17.12.1995             | НДР                     | Вне фракций                  | фед.  |
| Штогрин, Сергей Иванович                | 17.12.1995             | КПРФ                    | Народовластие                | 214   |
| Шуба, Виталий Борисович                 | 17.12.1995             | Самовыдвижение          | Российские регионы           | 81    |
| Шубина, Татьяна Ивановна                | 17.12.1995             | Самовыдвижение          | Российские регионы           | 143   |
| Шугуров, Расуль Игдисамович             | 17.12.1995             | КПРФ                    | АДГ                          | 6     |
| Щекочихин, Юрий Петрович                | 17.12.1995             | Яблоко                  | Яблоко                       | фед.  |
| Юрчик, Владислав Григорьевич            | 17.12.1995             | КПРФ                    | КПРФ                         | фед.  |
| Юрьев, Михаил Зиновьевич                | 17.12.1995             | Яблоко                  | Яблоко                       | фед.  |
| Юшенков, Сергей Николаевич              | 17.12.1995             | ДВР-ОД                  | Вне фракций                  | 108   |
| Явлинский, Григорий Алексеевич          | 17.12.1995             | Яблоко                  | Яблоко                       | фед.  |
| Язев, Валерий Афонасьевич               | 07.03.1997             | НДР                     | НДР                          | фед.  |
| Якуш, Михаил Михайлович                 | 17.12.1995             | КПРФ                    | КПРФ                         | 15    |
| Янковский, Аркадий Эдуардович           | 17.12.1995             | Самовыдвижение          | Яблоко                       | 126   |
| Ярошенко, Анатолий Иванович             | 17.12.1995             | АПР                     | АДГ                          | 47    |
| Ярыгина, Татьяна Владимировна           | 17.12.1995             | Яблоко                  | Яблоко                       | фед.  |
| Яшин, Виктор Анатольевич                | 04.12.1996             | ЛДПР                    | ЛДПР                         | фед.  |